# Sam Welsford
Sam Welsford OAM (* 19. Januar 1996 in Subiaco) ist ein australischer Radrennfahrer, der Rennen auf Bahn und Straße bestreitet.

## Sportliche Laufbahn
Sam Welsford begann im Alter von acht Jahren mit dem Radsport, weil er seinem Vater nacheifern wollte. 2013 und 2014 wurde er mit dem australischen Bahn-Vierer Junioren-Weltmeister in der Mannschaftsverfolgung. 2014 startete er erstmals in der Eliteklasse und errang bei den Ozeanienmeisterschaften zwei Goldmedaillen, eine in der Mannschaftsverfolgung (mit Daniel Fitter, Tirian McManus und Callum Scotson), eine zweite im Zweier-Mannschaftsfahren mit Scott Law.
2016 war Welsford Mitglied des australischen Bahnvierers (mit Michael Hepburn, Alexander Porter und Miles Scotson), der bei den Bahnweltmeisterschaften in London Weltmeister wurde. Im selben Jahr wurde er für den Start in der Mannschaftsverfolgung bei den Olympischen Spielen in Rio de Janeiro nominiert und gewann gemeinsam mit Alexander Edmondson, Jack Bobridge und Michael Hepburn die Silbermedaille. Im April 2017 wurde er gemeinsam mit Cameron Meyer, Alexander Porter, Nicholas Yallouris, Kelland O’Brien und Rohan Wight ein weiteres Mal Weltmeister in der Mannschaftsverfolgung. 2018 errang er bei den Commonwealth Games zwei Goldmedaillen: im Scratch sowie mit Leigh Howard, Porter und O’Brien in der Mannschaftsverfolgung.
Bei den UCI-Bahn-Weltmeisterschaften 2019 im polnischen Pruszków gelang Welsford ein ungewöhnlicher Doppelsieg: Weniger als eine Stunde, nachdem der australische Vierer mit Welsford mit Weltrekord den WM-Titel gewonnen hatte, siegte er auch im Scratchrennen. 2019 errang er bei den Ozeanienmeisterschaften 2019/2020 die Titel im Omnium und im Zweier-Mannschaftsfahren (mit Kelland O’Brien). Bei den Olympischen Spielen in Tokio errang er mit Kelland O’Brien, Leigh Howard, Alexander Porter und Lucas Plapp die Bronzemedaille in der Mannschaftsverfolgung.
Nach den Olympischen Spielen wandte sich Welsford vermehrt dem Straßenradsport zu und wurde zur Saison 2022 Mitglied im UCI WorldTeam DSM. Auf der Bahn im Ausdauerbereich erfolgreich, etablierte er sich auf der Straße als guter Sprinter. Nachdem er beim Scheldeprijs als Dritter auf dem Podium stand, erzielte er bei der Türkei-Rundfahrt 2022 auf der fünften Etappe seinen ersten Sieg, als er unter anderen auch Jasper Philipsen distanzieren konnte. Im Jahr 2023 startete Welsford mit zwei Etappensiegen bei der Vuelta a San Juan Internacional in die Saison. Mit dem Grand Prix Criquielion gewann er sein erstes Eintagesrennen, ehe er bei der Bredene Koksijde Classic und dem Scheldeprijs als Zweiter bzw. Dritter auf dem Podium stand. Nachdem er seine erste Tour de France bestritten hatte, folgte auf der vierten Etappe der Renewi Tour der erste Sieg in der UCI WorldTour. Eine Woche nach seinem Erfolg wurde bekannt gegeben, dass Welsford zur Saison 2024 zum Team Bora-hansgrohe wechseln würde.
Bei seinem ersten Rennen für das deutsche UCI WorldTeam gewann Welsford im Januar 2024 drei Etappen und die Punktewertung der Tour Down Under. Im weiteren Saisonverlauf folgte ein Etappensieg bei der Ungarn-Rundfahrt, ehe er bei den Olympischen Spielen in Paris auf der Bahn antrat und in der Mannschaftsverfolgung die Goldmedaille gewann. 
Im Jahr 2025 wurde er zunächst australischer Meister im Kriterium, ehe er im Vorfeld der Tour Down Under die Villawood Men’s Classic für sich entschied. Bei der Tour Down Under gewann er wie im Vorjahr drei Etappen und sicherte sich so zum zweiten Mal in Folge die Punktewertung der Rundfahrt.
Für seine Verdienste um den Sport als Goldmedaillengewinner bei den Olympischen Spielen 2024 in Paris wurde er 2025 mit der Medaille des Order of Australia ausgezeichnet.

## Erfolge

### Bahn
2013
- Junioren-Weltmeister – Mannschaftsverfolgung (mit Jack Edwards, Joshua Harrison und Callum Scotson)
- Australischer Junioren-Meister – Omnium

2014
- Junioren-Weltmeister – Mannschaftsverfolgung (mit Alexander Porter, Daniel Fitter und Callum Scotson)
- Junioren-Weltmeisterschaft – Omnium
- Ozeanienmeister – Mannschaftsverfolgung (mit Daniel Fitter, Tirian McManus und Callum Scotson), Zweier-Mannschaftsfahren (mit Scott Law)

2015
- Ozeanienmeisterschaft – Scratch

2016
- Olympische Spiele – Mannschaftsverfolgung (mit Alexander Edmondson, Jack Bobridge und Michael Hepburn)
- Weltmeister – Mannschaftsverfolgung (mit Michael Hepburn, Alexander Porter und Miles Scotson)
- Bahnrad-Weltcup in Hongkong – Mannschaftsverfolgung (mit Alexander Porter, Miles Scotson und Rohan Wight)
- Ozeanienmeister – Punktefahren, Mannschaftsverfolgung (mit Kelland O’Brien, Alexander Porter und Callum Scotson)
- Australischer Meister – Einerverfolgung, Zweier-Mannschaftsfahren (mit Cameron Meyer)

2017
- Weltmeister – Mannschaftsverfolgung (mit Cameron Meyer, Alexander Porter, Nicholas Yallouris, Kelland O’Brien und Rohan Wight)
- Bahnrad-Weltcup in Cali – Omnium
- Ozeanienmeister – Punktefahren, Mannschaftsverfolgung (mit Kelland O’Brien, Alexander Porter und Callum Scotson)
- Ozeanienmeisterschaft – Omnium
- Australischer Meister – Scratch, Mannschaftsverfolgung (mit Cameron Meyer, Stephen Hall und Michael Freiberg)

2018
- Commonwealth Games – Scratch, Mannschaftsverfolgung (mit Leigh Howard, Alexander Porter und Kelland O’Brien)
- Bahnrad-Weltcup in Berlin – Omnium, Mannschaftsverfolgung (mit Kelland O’Brien, Alexander Porter, Cameron Scott und Leigh Howard)
- Australischer Meister – Einerverfolgung

2018/19
- Ozeanienmeister – Scratch, Omnium

2019
- Weltmeister – Scratch, Mannschaftsverfolgung (mit Kelland O’Brien, Leigh Howard, Alexander Porter und Cameron Scott)
- Weltcup in Brisbane – Mannschaftsverfolgung (mit Alexander Porter, Leigh Howard und Kelland O’Brien), Zweier-Mannschaftsfahren (mit Cameron Meyer)

2019/20
- Ozeanienmeister – Omnium, Zweier-Mannschaftsfahren (mit Kelland O’Brien)

2020
- Australischer Meister – Zweier-Mannschaftsfahren (mit Kelland O’Brien)

2021
- Australischer Meister – Zweier-Mannschaftsfahren (mit Leigh Howard)
- Olympische Spiele – Mannschaftsverfolgung (mit Kelland O’Brien, Leigh Howard, Alexander Porter und Lucas Plapp)

2024
- Olympische Spiele – Mannschaftsverfolgung (mit Oliver Bleddyn, Conor Leahy und Kelland O’Brien)

### Straße
2022
- eine Etappe Türkei-Rundfahrt

2023
- zwei Etappen Vuelta a San Juan Internacional
- Grand Prix Criquielion
- eine Etappe Renewi Tour

2024
- drei Etappen und Punktewertung Tour Down Under
- eine Etappe Tour de Hongrie

2025
- Australischer Meister – Kriterium
- drei Etappen und Punktewertung Tour Down Under

## Grand Tour-Platzierungen
| Grand Tour            | 2023 | 2024 |
| --------------------- | ---- | ---- |
| Giro d’ItaliaGiro     | –    | –    |
| Tour de FranceTour    | 144  | –    |
| Vuelta a EspañaVuelta | –    | –    |